# Machine de Wimshurst

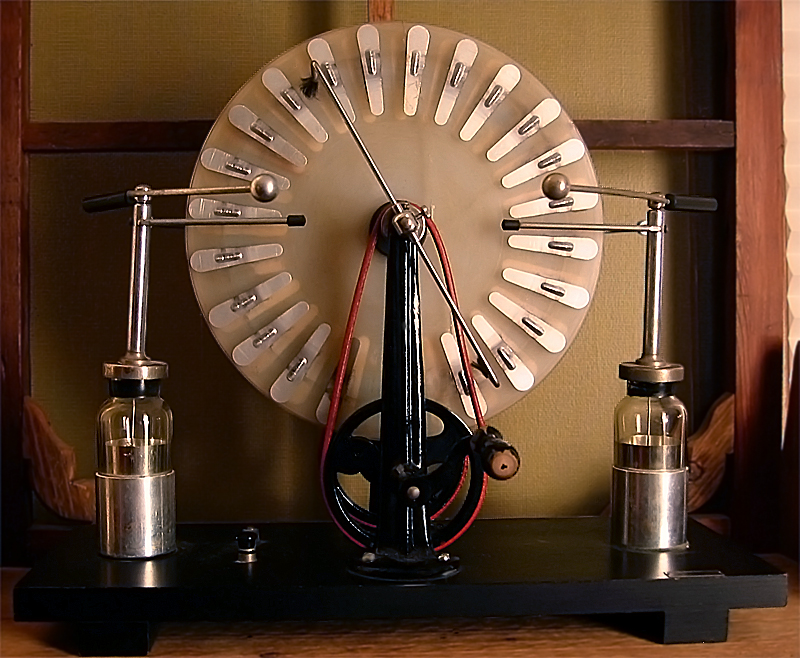
Machine de Wimshurst

La machine de Wimshurst est une machine électrostatique inventée en 1882 par l'Anglais James Wimshurst. Cette machine fut historiquement utilisée pour illustrer de nombreux phénomènes d'électricité statique ou la production d'ozone (à l'odeur caractéristique) dans un arc électrique. Elle est encore utilisée dans de nombreuses écoles.
La machine de Wimshurst a une apparence caractéristique. Elle est constituée de deux grands disques isolants disposés côte à côte dans un même plan et dont les faces extérieures sont recouvertes de secteurs métalliques. Lorsque la machine est actionnée, ces disques se mettent à tourner en sens opposés. Les secteurs métalliques viennent alors frotter contre des balais métalliques reliés à des bouteilles de charge ou à des condensateurs. Ces bouteilles de charge sont elles-mêmes reliées à un éclateur constitué de deux sphères métalliques proches entre lesquelles un arc électrique se crée lorsque la différence de potentiel entre les deux sphères est suffisante.

## Principe de fonctionnement
La machine de Wimshurst est une machine électrostatique dite à influence (ou à induction électrostatique).
Les secteurs métalliques présentent initialement de très faibles charges résiduelles. Lors de la rotation des plateaux, le déplacement relatif des secteurs d'un disque par rapport à ceux de l'autre disque amplifie ces différences de charges par influence électrostatique. Les charges des secteurs sont collectées par les balais métalliques contre lesquels ils viennent frotter et accumulées dans les condensateurs. Lorsque la tension entre la surface des deux sphères métalliques devient suffisante pour ioniser l'air les séparant, un arc électrique est créé, permettant la décharge des condensateurs.

### Sur la machine de Wimshurst
- De « l’électrophore perpétuel » de Volta à la machine de Wimshurst
- Principe de fonctionnement pour la préparation CAPES de l'Université de Nantes
- Construction d'une machine de Wimshurst
- (en) The Wimshurst Electrostatic Machine

### Sur les expériences à faire avec une machine de Wimshurst
- Quelques expériences à faire avec une machine de Wimshurst
- Quelques vidéos du site CNRS Ampère et l'histoire de l'électricité : le carillon électrique le pouvoir des pointes le rôle des bouteilles de Leyde de la machine la "terrible secousse"